# Vitfläckig tjurhuvudhaj
Vitfläckig tjurhuvudhaj (Heterodontus ramalheira) är en haj som finns vid västra Amerikas kust. Familjen är mycket gammal, och går nästan tillbaka till början av mesozoikum.

## Utseende
En mycket liten haj; hanen blir som mest 75 cm, honan drygt 80 cm. Den är kraftigt byggd med stort, trubbigt huvud, liten mun och en ås ovanför varje öga. Som alla tjurhuvudhajar har den två typer av tänder: Framtänderna är små, med tre spetsar för att hålla fast bytet, de bakre utgörs av rundade plattor avsedda att krossa det. De två ryggfenorna har båda en tagg i framkanten. Färgen är mörkt rödbrun med vita fläckar och otydliga, mörka, sadelformade teckningar. De nykläckta ungarna har mörka linjer mellan och under ögonen; hos äldre ungar övergår linjerna under ögonen till en mera otydlig fläck, som försvinner helt hos de vuxna fiskarna. De nykläckta ungarna har också mörka, tunna, kurviga, parallella linjer längs kroppen; även de försvinner när ungfiskarna växer.

## Vanor
Inte mycket är känt om arten, som (vilket är ovanligt för familjen) är en bottenlevande djuphavsfisk som lever på den yttre kontinenthyllan mellan 40 och 275 m, vanligtvis under 100 m.
Inga ägg har påträffats, men arten antas vara äggläggande som andra tjurhuvudhajar. Den nyfödda ungens längd anges till 18 cm. Arten lever på krabbor.

## Utbredning
Den vitfläckiga tjurhuvudhajen finns sällsynt i västra och norra Indiska oceanen utanför KwaZulu-Natal i Sydafrika, södra till centrala Moçambique, Somalia, Arabiska halvöns östra del och vid södra Oman.